# Ängedammen
Ängedammen är en sjö i Munkedals kommun i Dalsland och ingår i Örekilsälvens huvudavrinningsområde. Sjöns area är 0,013 kvadratkilometer och den befinner sig 70 meter över havet.